# Alfred Schindler (Skilangläufer)
Alfred Schindler (* 13. April 1957) ist ein ehemaliger Schweizer Skilangläufer.

## Werdegang
Schindler, der für den Skiclub Clariden aus Linthal und das Grenzwachtkorps startete, belegte bei den Schweizer Meisterschaften 1980 in Lenk den neunten Platz über 50 km, den achten Rang über 30 km und den fünften Platz über 15 km. Im selben Jahr errang er in Lake Placid bei seiner einzigen Olympiateilnahme den 35. Platz über 15 km. In der Saison 1980/81 siegte er in Furtwangen über 15 km, kam beim Weltcup in Lahti auf den fünften Platz über 15 km und erreichte damit seine beste Einzelplatzierung im Weltcup. Bei den Schweizer Meisterschaften 1981 in Urnäsch holte er jeweils Bronze über 15 km und 30 km. Im folgenden Jahr wurde er in Splügen Schweizer Meister über 30 km und qualifizierte sich damit für die nordischen Skiweltmeisterschaften 1982 in Oslo. Dort lief er auf den 41. Platz über 30 km, auf den 31. Platz über 15 km und zusammen mit Konrad Hallenbarter, Franz Renggli und Andy Grünenfelder auf den neunten Platz in der Staffel. Bei den Schweizer Meisterschaften 1983 holte er mit der Staffel des Grenzwachtkorps die Goldmedaille. In der Saison 1983/84 gewann er die Gesamtwertung der Schweizer Langlaufwoche und siegte bei den Schweizer Meisterschaften erneut mit der Staffel des Grenzwachtkorps. Zudem wurde er dabei Dritter über 50 km.

## Teilnahmen an Weltmeisterschaften und Olympischen Winterspielen

### Olympische Winterspiele
- 1980 Lake Placid: 35. Platz 15 km

### Nordische Skiweltmeisterschaften
- 1982 Oslo: 9. Platz Staffel, 31. Platz 15 km, 41. Platz 30 km